# اصول موضوع جایگزینی

اصول موضوع جایگزینی

در نظریه مجموعه‌ها، اصول موضوع جایگزینی اصول موضوعی در نظریه مجموعه‌های تسرملو-فرنکل (ZF) هستندکه وجود تصویر هر مجموعه تحت هر نگاشت قابل تعریف به عنوان یک مجموعه را تضمین می‌کنند. این اصول موضوع برای ساختن برخی مجموعه‌های نامتناهی در ZF ضروری‌اند. 
ایده‌ی این اصول موضوع از آنجا می‌آید که مجموعه بودن یک رده تنها به اندازه آن رده و نه به مبنای اعضای آن. بنابراین اگر یک رده به «قدر کافی کوچک» هست که مجموعه باشد و نگاشت پوشایی از آن رده به رده دیگری وجود دارد، یکی از اصول موضوع جایگزینی می‌گوید رده دیگر نیز مجموعه است. با این حال از آن جا که ZFC تنها درباره‌ی مجموعه‌ها صحبت می‌کند و نه رده‌های سره، این اصول موضوع برای نگاشت‌های پوشای قابل تعریف که توسط فرمول‌های تعریف‌کننده‌شان شناخته می‌شوند بیان می‌شود.  

## شرح شم اصول موضوع انتخاب
فرض کنید {\displaystyle P} یک رابطه دوتایی قابل تعریف (محتملاً یک رده) است که به ازای هر مجموعه {\displaystyle x} تنها یک مجموعه یکتای {\displaystyle y} وجود دارد به نحوی که {\displaystyle P(x,y)} صدق کند. تابع قابل تعریف متناظر {\displaystyle F_{P}} وجود دارد که در آن {\displaystyle F_{P}(X)=Y} اگر و فقط اگر {\displaystyle P(X,Y)}. رده (محتملاً سره) {\displaystyle B} را در نظر بگیرید که به ازای هر مجموعه {\displaystyle y}، {\displaystyle y\in B} اگر و فقط اگر یک {\displaystyle x\in A} وجود داشته باشد که {\displaystyle F_{P}(x)=y}. {\displaystyle B} تصویر {\displaystyle A} تحت {\displaystyle F_{P}} نامیده می‌شود و با {\displaystyle F_{P}[A]} یا {\displaystyle \{F_{P}(x):x\in A\}} نمایش داده می‌شود. 
شم اصول موضوع جایگزینی بیان می‌کند که اگر {\displaystyle F} یک تابع-رده قابل تعریف باشد و {\displaystyle A} هر مجموعه‌ای باشد، {\displaystyle F[A]} نیز مجموعه است. 
از آنجا که در منطق مرتبه‌اول نمی‌توان نگاشت‌های قابل تعریف را مسور کرد، یک مصداق از این شم برای هر فرمول {\displaystyle \phi } در نظریه مجموعه‌ها وجود دارد که متغیرهای آزادش از {\displaystyle w_{1},\dotsc ,w_{n},A,x,y} هستند اما {\displaystyle B} در آن آزاد نیست. بیان صوری شم این اصول موضوع چنین است: 
{\displaystyle {\begin{aligned}\forall w_{1},\ldots ,w_{n}\,\forall A\,([\forall x\in A&\,\exists !y\,\phi (x,y,w_{1},\ldots ,w_{n},A)]\ \Longrightarrow \ \exists B\,\forall y\,[y\in B\Leftrightarrow \exists x\in A\,\phi (x,y,w_{1},\ldots ,w_{n},A)])\end{aligned}}}
برای وضوح ، اگر هیچ متغیر {\displaystyle w_{i}} وجود نداشته باشد، این شم ساده می‌شود به: 
{\displaystyle {\begin{aligned}\forall A\,([\forall x\in A&\,\exists !y\,\phi (x,y,A)]\ \Longrightarrow \ \exists B\,\forall y\,[y\in B\Leftrightarrow \exists x\in A\,\phi (x,y,A)])\end{aligned}}}